# رئیس‌جمهور جمهوری آرتساخ
رئیس‌جمهور جمهوری آرتساخ (ارمنی: Արցախի Հանրապետության նախագահ) رئیس دولت و رئیس دولت دولت در تبعید جمهوری عملاً آرتساخ است.
در همه‌پرسی قانون‌اساسی که در سال ۲۰۱۷ برگزار شد، شهروندان جمهوری به تصویب سیستم حکومت‌داری ریاست جمهوری رأی مثبت دادند.
آرائیک هاروتیونیان در انتخابات عمومی ۲۰۲۰ آرتساخی به عنوان رئیس‌جمهور انتخاب شد. او در ۱ سپتامبر ۲۰۲۳ استعفا داد. در ۹ سپتامبر ۲۰۲۳، ساموئل شاهرامانیان از سوی مجلس ملی جمهوری آرتساخ به عنوان رئیس‌جمهور به جای هاروتونیان انتخاب شد.
پس از حمله آذربایجان در ۱۹ سپتامبر ۲۰۲۳، آرتساخ موافقت کرد تا خود را تا ۱ ژانویه ۲۰۲۴ منحل کند، [۱] اما به جای انحلال، یک دولت در تبعید را در ایروان، ارمنستان ایجاد کردند. [۲] نخست‌وزیر ارمنستان، نیکول پاشینیان، از آن زمان به شدت با وجود دولت در تبعید در ارمنستان مخالفت کرده است

## اختیارات قانون اساسی
قانون اساسی قدرت قابل توجهی را به رئیس‌جمهور اعطا کرد که قوه مجریه را کنترل می‌کند، دولت را در خارج از کشور نمایندگی می‌کند و وزرا را منصوب می‌کند. رئیس‌جمهور همچنین فرمانده کل ارتش دفاعی آرتساخ بود و حق تعیین و عزل فرماندهی عالی نیروهای مسلح و سایر نیروها را داشت.
اصل ۹۳ قانون اساسی سابق وظایف رئیس‌جمهور را به شرح زیر بیان می‌کند:
1. باید سیاست‌های داخلی و خارجی دولت را اداره کند.
2. مدیریت عمومی ارگانهای نظام اداری دولتی را اعمال می‌کند.
3. باید ساختار و قواعد عملکرد دولت و سایر ارگان‌های دولتی را تعریف کند؛
4. وزیر کشور و وزیران را منصوب و عزل می‌کند.
5. باید اموال و امور مالی دولتی را اداره کند.
6. در مواردی که قانون تعیین می‌کند، در مناصب دولتی انتصاب می‌کند.
7. ممکن است نهادهای مشورتی تشکیل دهد.
8. نماینده جمهوری آرتساخ در روابط بین‌الملل، امضای معاهدات بین‌المللی، ارائه موافقت‌نامه‌های #بین‌المللی برای تصویب به مجلس ملی و امضای فرم‌های تصویب آنها، تأیید، تعلیق یا لغو #موافقت‌نامه‌های بین‌المللی که نیاز به تصویب ندارند.
9. نمایندگان دیپلماتیک جمهوری آرتساخ را در کشورهای خارجی و سازمان‌های بین‌المللی منصوب و فرا می‌خواند. دریافت اعتبارنامه و فراخوان نامه‌های نمایندگان دیپلماتیک کشورهای خارجی و سازمان‌های بین‌المللی؛
10. می‌تواند حکم عدم برگزاری انتخابات و رفراندوم را در زمان حکومت نظامی صادر کند.

می‌تواند مجلس شورای ملی را جز برای مدت یکسال پس از افتتاح اولین جلسه مجلس، در مواقع جنگ و اضطرار و همچنین در زمان حکومت نظامی حکم مبنی بر عدم برگزاری انتخابات منحل کند.
1. با پیشنهاد تشکیل جلسه یا جلسه فوق‌العاده مجلس شورای ملی به رئیس مجلس شورای ملی مراجعه می‌کند.
2. پیش نویس بودجه کشور را به مجلس شورای ملی ارائه می‌کند.
3. حق ابتکار قانونگذاری را دارند.
4. با پیشنهاد عفو به مجلس شورای ملی مراجعه می‌کند.
5. می‌تواند برای مردم و شورای ملی سخنرانی کند.
6. باید گزارش سالانه پیشرفت تطبیق و نتایج برنامه سال قبل خود و برنامه سال بعد را به شورای ملی ارائه کند.
7. یک نامزد برای سارنوالی به شورای ملی پیشنهاد می‌کند. به پیشنهاد دادستان کل، معاونان دادستان کل را منصوب و عزل می‌کند.
8. یک نفر از اعضای وکیل شورای عالی قضایی را تعیین می‌کند.
9. در صورت وقوع بلایای طبیعی یا سایر شرایط اضطراری، اقدامات متناسب با موقعیت را اتخاذ و در مورد آن به مردم رسیدگی می‌کند. در صورت لزوم، وضعیت اضطراری را اعلام می‌کند.
10. به نشان‌ها و مدال‌های جمهوری آرتساخ مفتخر می‌شود و بالاترین عناوین نظامی و افتخاری، #عالی‌ترین درجات دیپلماتیک و سایر درجات طبقاتی را اعطا می‌کند.
11. در مورد عفو محکومان به ترتیب مقرر در قانون تصمیم می‌گیرد.
12. در موارد و به ترتیبی که قانون تعیین می‌کند، در مورد مسائل مربوط به اعطای و خاتمه تابعیت جمهوری آرتساخ تصمیم می‌گیرد.
13. باید قوانین هنجاری و فردی را اتخاذ کند: از قبیل فرمان‌ها و دستورهای اجرایی.

## انتخابات

### التزامات
قانون اساسی آرتساخ ایجاب می‌کند که رئیس‌جمهور باید حداقل ۳۵ سال سن داشته باشد و در ده سال گذشته فقط شهروند جمهوری آرتساخ باشد و حداقل ده سال قبل فقط در آرتساخ اقامت داشته باشد.

### محدودیت مدت
رئیس‌جمهور برای یک دوره پنج ساله انتخاب می‌شود و تنها یک بار می‌تواند دوباره انتخاب شود.
فهرست سران کشورها (۱۹۹۲–۲۰۲۴)
روسای شورای عالی (۱۹۹۲–۱۹۹۴)
| No. | نگاره                      | نام (زاده–درگذشته)                     | Term of office | Term of office  | Term of office | حزب سیاسی |
| No. | نگاره                      | نام (زاده–درگذشته)                     | پذیرش پست      | ترک پست         | Time in office | حزب سیاسی |
| --- | -------------------------- | -------------------------------------- | -------------- | --------------- | -------------- | --------- |
| ۱   | آرتور مکرتچیان (سیاستمدار) | آرتور مکرتچیان (سیاستمدار) (۱۹۹۲–۱۹۵۹) | ۷ ژانویه ۱۹۹۲  | ۱۴ آوریل ۱۹۹۲ † | ۹۸ روز         | ARF       |
| –   | گئورگی پتروسیان            | گئورگی پتروسیان (زادهٔ ۱۹۵۲) سرپرست     | ۱۵ آوریل ۱۹۹۲  | ۱۴ ژوئن ۱۹۹۳    | ۱ سال، ۶۰ روز  | ARF       |
| –   | Karen Baburyan [hy]        | Karen Baburyan (۲۰۱۱–۱۹۵۴) سرپرست      | ۱۴ ژوئن ۱۹۹۳   | ۲۹ دسامبر ۱۹۹۴  | ۱ سال، ۱۹۸ روز | مستقل     |

### رئیس‌جمهوران (1994–2024)
| No. | نگاره              | نام (birth–death)                   | Term of office  | Term of office  | Term of office  | حزب سیاسی       | برگزیده                                                                                  |
| No. | نگاره              | نام (birth–death)                   | پذیرش پست       | ترک پست         | Time in office  | حزب سیاسی       | برگزیده                                                                                  |
| --- | ------------------ | ----------------------------------- | --------------- | --------------- | --------------- | --------------- | ---------------------------------------------------------------------------------------- |
| ۱   | روبرت کوچاریان     | روبرت کوچاریان (زادهٔ ۱۹۵۴)          | ۲۹ دسامبر ۱۹۹۴  | ۲۰ مارس ۱۹۹۷    | ۲ سال، ۸۱ روز   | مستقل           | انتخابات ریاست‌جمهوری جمهوری قره‌باغ (۱۹۹۶)                                                |
| –   | لئونارد پطروسیان   | لئونارد پطروسیان (1999–۱۹۵۲) سرپرست | ۲۰ مارس ۱۹۹۷    | ۸ سپتامبر ۱۹۹۷  | ۱۷۲ روز         | مستقل           | –                                                                                        |
| ۲   | آرکادی قوکاسیان    | آرکادی قوکاسیان (زادهٔ ۱۹۵۷)         | ۸ سپتامبر ۱۹۹۷  | ۷ سپتامبر ۲۰۰۷  | 10 years        | مستقل           | انتخابات ریاست‌جمهوری جمهوری قره‌باغ (۱۹۹۷) انتخابات ریاست‌جمهوری جمهوری قره‌باغ (۲۰۰۲)      |
| ۳   | باکو ساهاکیان      | باکو ساهاکیان (زادهٔ ۱۹۶۰)           | ۷ سپتامبر ۲۰۰۷  | ۲۱ مه ۲۰۲۰      | ۱۲ سال، ۲۵۷ روز | مستقل           | انتخابات ریاست‌جمهوری جمهوری قره‌باغ (۲۰۰۷) انتخابات ریاست‌جمهوری جمهوری قره‌باغ (۲۰۱۲) ۲۰۱۷ |
| ۴   | آرائیک هاروتیونیان | آرائیک هاروتیونیان (زادهٔ ۱۹۷۳)      | ۲۱ مه ۲۰۲۰      | ۱ سپتامبر ۲۰۲۳  | ۳ سال، ۱۰۳ روز  | Free Motherland | انتخابات عمومی جمهوری آرتساخ (۲۰۲۰)                                                      |
| –   | داویت ایشخانیان    | داویت ایشخانیان (زادهٔ ۱۹۶۸) سرپرست  | ۱ سپتامبر ۲۰۲۳  | ۱۰ سپتامبر ۲۰۲۳ | ۹ روز           | ARF             | –                                                                                        |
| ۵   | ساموئل شاهرامانیان | ساموئل شاهرامانیان (زادهٔ ۱۹۷۸)      | ۱۰ سپتامبر ۲۰۲۳ | ۱ ژانویه ۲۰۲۴   | ۱۱۳ روز         | مستقل           | ۲۰۲۳                                                                                     |

## آخرین انتخابات
| کاندیدا                 | کاندیدا                | حزب                    | آراء | ٪      |
| ----------------------- | ---------------------- | ---------------------- | ---- | ------ |
|                         | ساموئل شاهرامانیان     | Independent            | ۰    | –      |
| Against                 | Against                | Against                | ۰    | –      |
| کل                      |                        |                        |      |        |
|                         |                        |                        |      |        |
| آراء معتبر              | آراء معتبر             | آراء معتبر             | ۰    | –      |
| آراء نامعتبر/سفید       | آراء نامعتبر/سفید      | آراء نامعتبر/سفید      | ۰    | –      |
| کل آراء                 | کل آراء                | کل آراء                | ۰    | ۱۰۰٫۰۰ |
| رأی‌دهندگان ثبت‌نام کرده  | رأی‌دهندگان ثبت‌نام کرده | رأی‌دهندگان ثبت‌نام کرده |      | –      |
| منبع: National Assembly |                        |                        |      |        |

## Note
1. ↑  Assassinated in the 1999 Armenian parliament shooting.
2. ↑  Nominated by Free Motherland - UCA Alliance, Justice, فدراسیون انقلابی ارمنی and Democratic Party of Artsakh factions